# Klosterhof (Kennelbach)

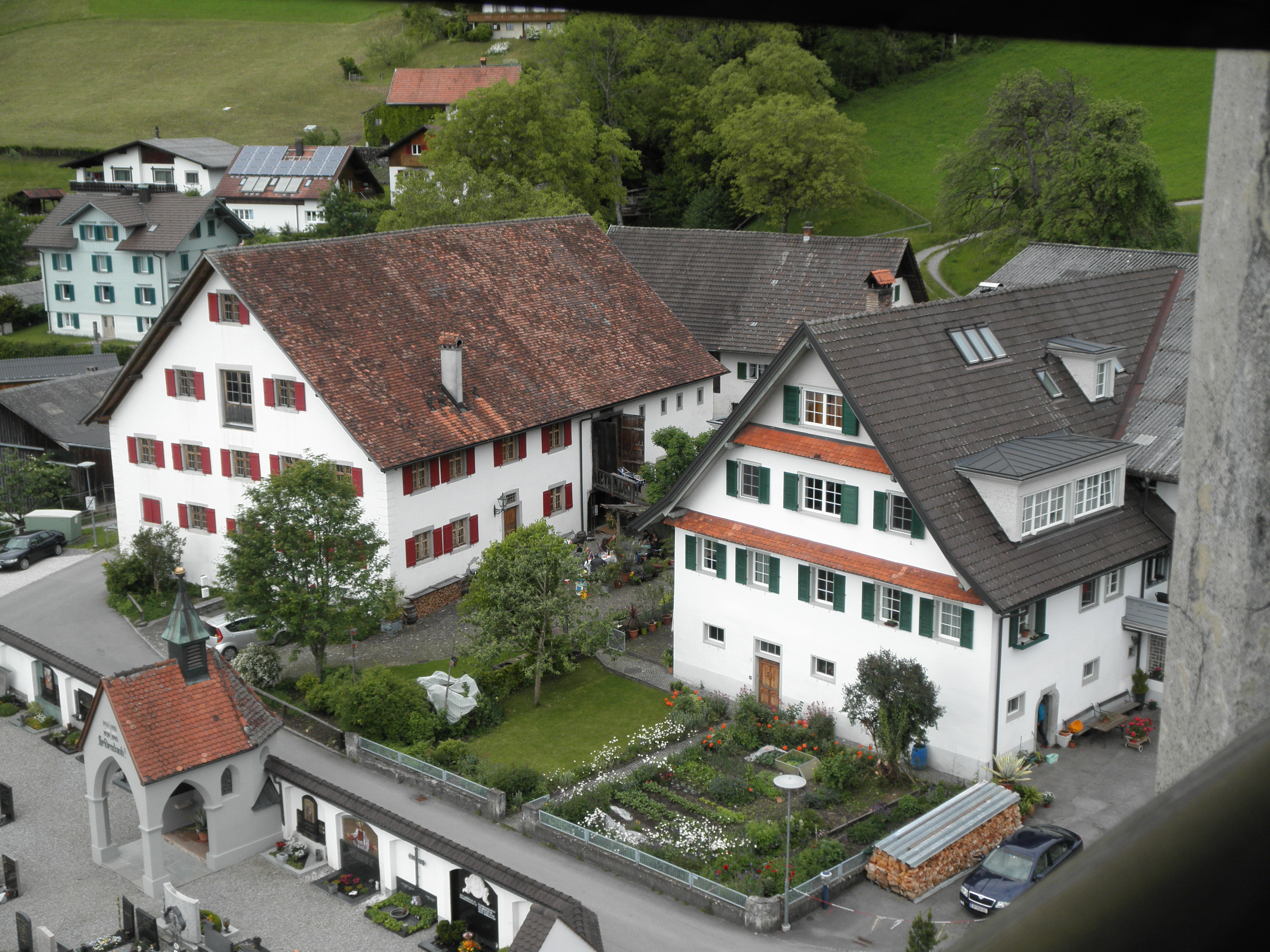
Gebäudekomplex „Im Klosterhof“

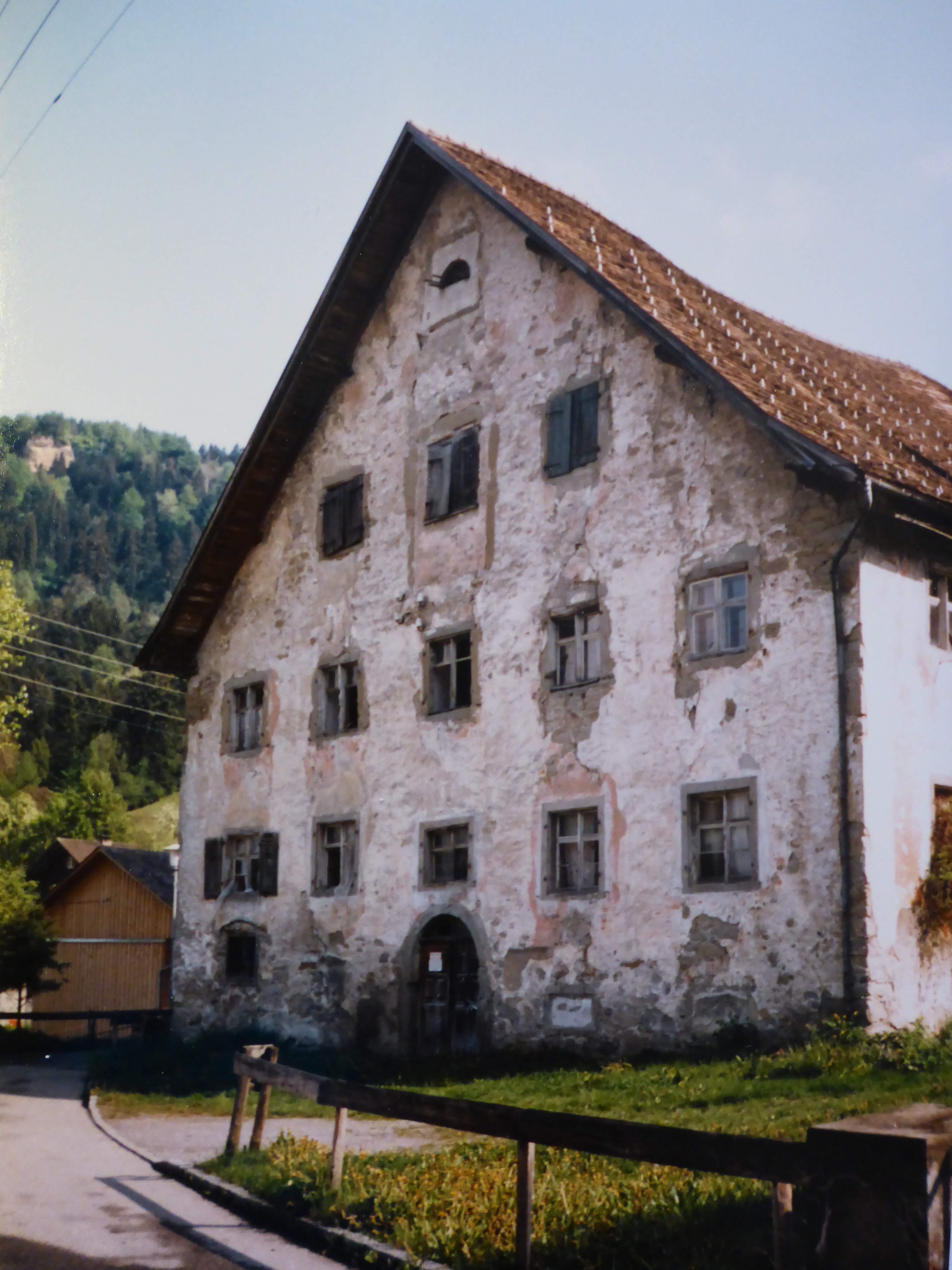
Gebäude Klosterhof 1 vor der Renovierung

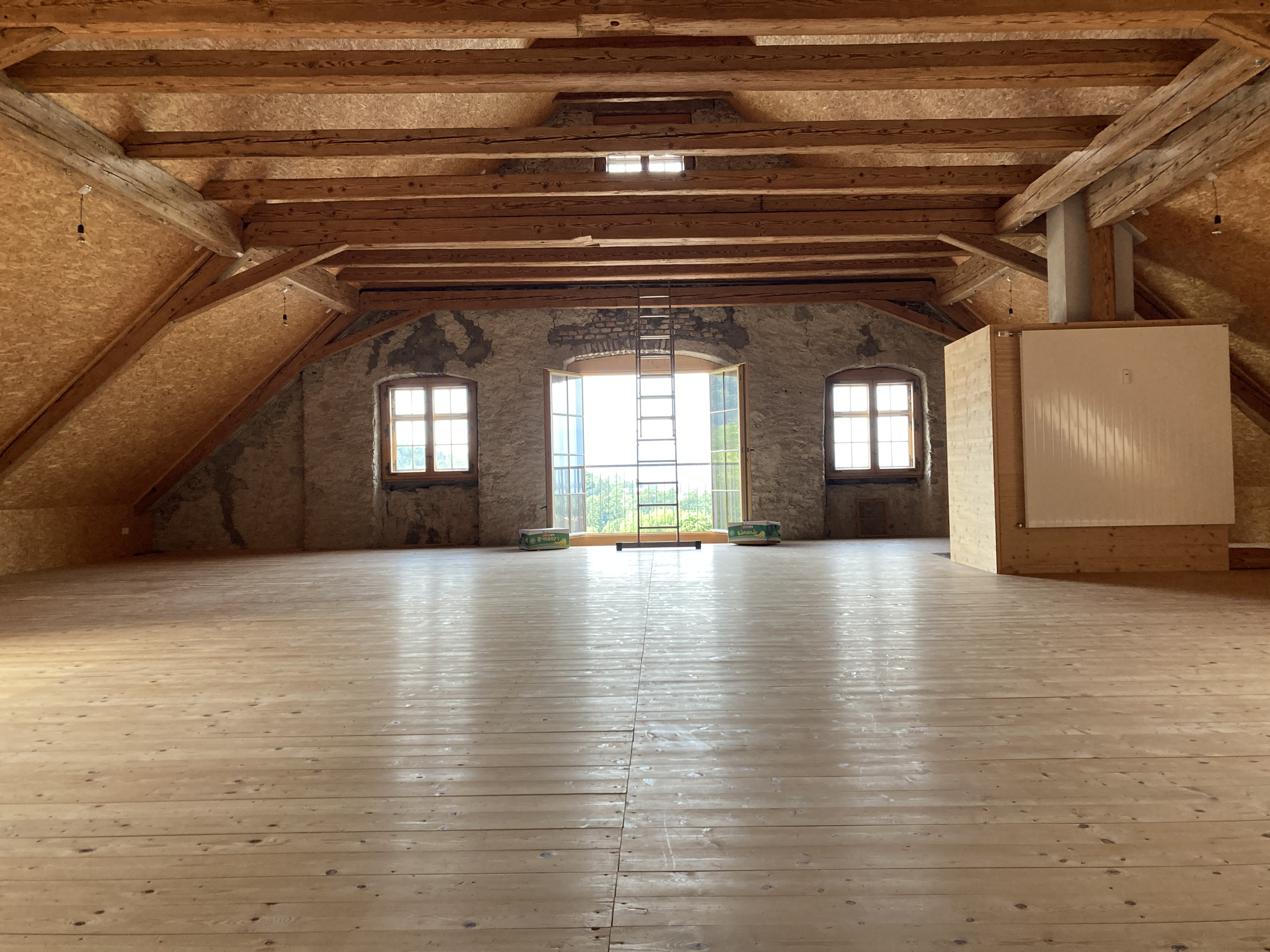
Im Ausbau befindliches Dachgeschoß

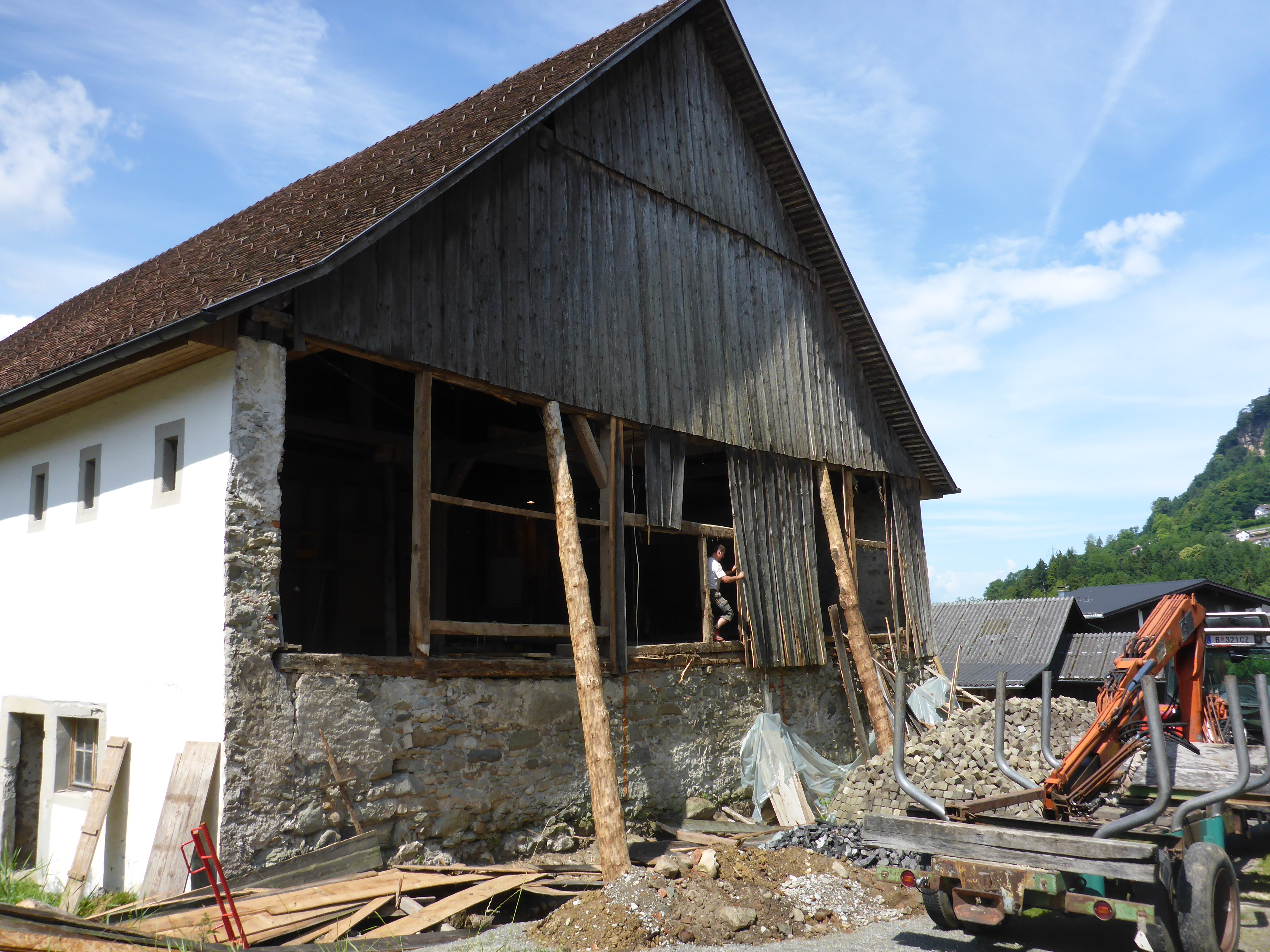
Nordseite des Gebäudes, hier wurde festgestellt, dass das Gebäude ursprünglich länger war

Als Klosterhof in Kennelbach, Vorarlberg, Österreich wird ein Gebäudekomplex bezeichnet, der oberhalb der Pfarrkirche und dem Friedhof steht und zum ehemaligen Dominikanerinnen-Kloster Hirschthal gehörte, das nach dem Brand von 1796 aufgelassen wurde.

## Lage
Der Klosterhof in Kennelbach liegt in der Parzelle Klosterhof auf etwa 460 m ü. A. in einer leichten Hanglage. Die Pfarrkirche (ehemalige Klosterkirche) liegt südlich etwa 70 Meter Luftlinie entfernt. Die heutige Pfarrkirche wurde 1890 in neugotischem Stil teilweise auf den Grundmauern der ehemaligen Klosterkirche errichtet. Nur ein Teil des Chores blieb erhalten. Die heutige Aufbewahrungshalle (Totenkapelle) wurde 1973/1974 auf einem Teil des Hauptgebäudes des Klosters Hirschthal errichtet.
Das Dorfzentrum von Kennelbach ist südsüdöstlich rund 250 Meter entfernt. Der Pfänder befindet sich nordnordöstlich in rund 3 Kilometer Entfernung. Der Hirschberg (1095 m ü. A.) bei Langen bei Bregenz liegt im Nordosten rund 6 Kilometer Luftlinie entfernt.
Westlich führt am Gebäude Im Klosterhof 1 der Haldenweg / Kirchstraße vorbei, südlich der Weg „Im Klosterhof“.
Der Krummenackergraben befindet sich nordwestlich rund 50 Meter und der Fesslers Waldbach (Kellsbuechergraben) südöstlich rund 85 Meter Luftlinie entfernt. Die Bregenzer Ach befindet sich südwestlich in rund 550 Meter Entfernung.

## Geschichte
Im Jahr 1401 wurde durch den Einsiedler Sylavnus eine Kapelle (Johanneskapelle) bei Langen bei Bregenz auf dem Hirschberg erbaut. 1413 folgte hier der Bau eines Dominikanerinnenklosters (Kloster Hirschberg) mit Kirche. Die Kirche war der Heiligen Dreifaltigkeit, der Mutter Gottes, dem Heiligen Augustinus, dem Heiligen Dominikus, der Heiligen Maria Magdalena und der Heiligen Ursula geweiht. Hugo III. Montfort schenkte mit Stiftungsurkunde vom 3. Mai 1422 den Hirschberg (Trechsel-Hof) dem Kloster und erhält das Kloster durch Otto III. von Konstanz die Regeln des Dritten Ordens der Dominikanerinnen. Der Hirschberg steht bis heute im Eigentum der Kirche (verwaltet durch das Kloster Thalbach). 1462 brannte das Kloster wegen eines Blitzeinschlags ab. Die Kapelle blieb unversehrt. Das Kloster wurde wieder Instandgesetzt und brannte 1463 wieder wegen eine Blitzeinschlags ab. Für das neue Kloster in Kennelbach wurde 1464 der Grundstein gelegt und am 31. Oktober 1465 übersiedelten die Klosterfrauen nach Hirschthal bei Kennelbach. Dreimal jährlich wurde weiterhin eine Wallfahrt vom Kloster Hirschthal zur Kapelle am Hirschberg – nun Marienkapelle – durchgeführt.
Das Frauenkloster betrieb Ackerbau und Weinbau und es wurden die Kinder im Ort unterrichtet (dadurch wurde das Kloster auch anlässlich der Säkularisierung und Klosteraufhebungen 1781 verschont). Es entwickelte sich in kurzer Zeit zum größten Frauenkloster des Vorarlberger Unterlands. Zur Versorgung des Klosters dienten mehrere landwirtschaftliche Güter, wie z. B. das „Klosterfeld“, die „Halde“, der „krummer Acker“ oder das „Gütle“.
Die neu erbaute Klosterkirche in Kennelbach wurde auch für den regulären Gottesdienste in Kennelbach genutzt. Herzog Sigmund, der Münzreiche, machte sich das Kloster gewogen und stiftete im 15. Jahrhundert mit einer entsprechenden Zuwendung in das Klostervermögen einen Jahrtag.
Am 4. Januar 1647 besetzten die Schweden im Zuge des Dreißigjährigen Kriegs auch Bregenz und blieben bis 6. März 1647. Während dieser Zeit wurde auch die Häuser, das Kloster und die Kirche in Kennelbach von den Soldaten geplündert. Die Klosterfrauen waren zu Beginn der schwedischen Besetzung geflüchtet.
Von den Klosteraufhebungen unter Joseph II. ab 1782 war das Kloster in Kennelbach nicht betroffen. Am 22. Jänner 1785 wurde die Kirche zur Kuratie (Klosterpfarre) erhoben. 1789 wurde Maria Magdalena Metzler Oberin des Klosters. 1790 hatte die Kennelbach 27 Häuser mit 221 Einwohnern, davon waren 37 Insassen des Klosters (rund 17 % der Wohnbevölkerung). Am 29. März 1790 wurde auf Anweisung von Fürstbischof Maximilian Christoph die bisherige Filialpfarre Kennelbach von der Pfarre Bregenz gelöst und eigenständig. In der Nacht vom 1. zum 2. Januar 1796 wurden durch ein Schadensfeuer die Gebäude des Klosters und die Kirche stark in Mitleidenschaft gezogen. Beim Brand wurden sechs Menschen getötet. Das Haus des Beichtvaters, das Ökonomiegebäude und ein Teil der Kirche blieben vom Feuer verschont.
Das Kloster wurde unter der Priorin Maria Magdalen Metzlerin 1797 in das 1782 aufgehobene Kloster Thalbach (Bregenz) verlegt, das am 22. April 1797 von der Stadt Bregenz um 4700 Gulden und der Auflage, die Mädchen in Bregenz kostenlos in der Schule zu unterrichten, gekauft wurde. Am 28. Juni 1797 sollen die Klosterfrauen übersiedelt sein. Die Kirche in Kennelbach wurde zwei Jahre später wieder aufgebaut (heute Pfarrkirche Kennelbach). Das bisherige Kloster in Kennelbach samt einigen Wiesen und etwas Wald wurde durch freiwillige Versteigerung am 1. Juni 1797 um 4235 Gulden an Wendelin Siber (Sieber) übertragen. Zu Beginn des 19. Jahrhunderts wohnte die Witwe Katharine Böhler mit ihren neun Kindern im Klosterhof 1 und Martin Mager mit Familie sowie Michael Österle im Klosterhof 3. Klosterhof 3 wurde dann von der Familie Mager gekauft.
1924 verkaufte das Kloster eine Quelle an die Gemeinde um 15 Millionen Kronen (es gab in den frühen 1920er-Jahren in Österreich eine hohe Inflation). Dies war erforderlich, um das gemeindeeigene öffentliche Wassernetz, welches 1921 zu bauen begonnen wurde, mit ausreichend sauberem Wasser zu versorgen und die Wasserversorgung auszuweiten.
Als 1927 an Kennelbach ein Wappen verliehen wurde, wurde dabei auf das hier befindliche ehemalige Frauenkloster Bezug genommen. Der im rechten Feld des Wappens befindliche Hirsch und die freischwebend auf einer Wolke thronende Gestalt der Muttergottes bezieht sich auf das Kloster Hirschthal, das von 1464 bis 1796 in Kennelbach bestand.

### Im Klosterhof 1
Beim ehemaligen Gesindehaus, Im Klosterhof Nr. 1, handelt es sich um einen nunmehr denkmalgeschützten Wirtschaftshof (Listeneintrag) aus dem 17. Jahrhundert. Er bestand ursprünglich aus einem Wohnteil, Tenne und Stall. Das Gebäude ist zweigeschoßig mit Kellersockel, Dachgeschoß mit steilem Giebel. Auf der Giebelseite sind die Fenster fünfachsig angeordnet. Die Fenster im Kellergeschoß waren ursprünglich mit Rundbogenportal. Das traufseitiges Hauptportal hat ein rundbogiges Oberlicht.
Das Haus wurde von Josef Mager (Landwirt und ehemaliger Bürgermeister von Kennelbach) gekauft und seither von der Familie immer wieder renoviert und behutsam aus- und umgebaut. In den Jahren zuvor wurde es als Gastarbeiterunterkunft verwendet, wurde kaum instandgehalten und verfiel zusehends.
Bei der Renovierung wurde vom Denkmalamt festgestellt, dass das Gebäude ursprünglich länger war und im Norden abgeschnitten wurde.

### Im Klosterhof 5
Josef Mager war bereits Eigentümer des daneben im Südosten stehenden Gebäudes Klosterhof 5. Es war dies das ehemalige Wohnhaus der Klosterfrauen.